# アステル九州
アステル九州とは、
- かつて九州地域において展開されていたアステルPHS事業のサービスブランド名。「アステル九州」

- かつて九州地域においてPHS事業を行っていた電気通信事業者。「株式会社アステル九州」

本稿ではかつて九州地域においてアステルブランドを用い展開されていたPHS事業、またそれに付随する事業を詳述。

## 業務地域
- 福岡県、佐賀県、長崎県、熊本県、大分県、宮崎県、鹿児島県

## 年表
- 1995年4月5日 - 株式会社アステル九州設立。
- 1995年12月8日 - アステル九州サービス開始。
- 2001年12月1日 - 株式会社アステル九州から九州通信ネットワーク(QTNet)へPHS事業が譲渡される。
- 2002年11月30日 - アステル九州サービスの新規受付を終了。
- 2003年11月19日 - アステル九州サービスを終了。アステルグループのみならず、PHS事業者で初めての撤退となる。

## 通信端末
詳細はアステル内の通信端末を参照のこと。